# Thomas Parr
Thomas Parr, död 1517, var en engelsk hovfunktionär. Han var far till drottning Katarina Parr. Han var Comptroller of the Household för Henrik VII.